# Kollokvium
Kollokvium (av latin colloquium 'samtal', 'överläggning', 'underhandling', av colloquor 'samtala', 'rådgöra', 'förhandla') kallas ett vetenskapligt diskussionstillfälle som är del av en långvarig akademisk tradition. Kollokvier används vid universitetsstudier.
Kollokvier är ofta ämnade åt en större publik än seminarier, som är riktade åt facket. Kollokvier är mera offentliga och kan även föras på internet.